# Faradaya vitiensis
Faradaya vitiensis là một loài thực vật có hoa trong họ Hoa môi. Loài này được Seem. mô tả khoa học đầu tiên năm 1865.